# An Longfort
Longford (anglès) o An Longfort (gaèlic irlandès) és una ciutat de la República d'Irlanda, capital del Comtat de Longford. És la ciutat més gran del comtat i prop d'un terç de la seva població hi viu. Està situada en la intersecció de les rutes N4 i N5, la qual cosa significa que el tràfic que viatja entre Dublín i els comtats de Mayo i Roscommon passa a través de la ciutat.
La ciutat està construïda als marges del riu Camlin (en irlandès, Camlinn; «estany retorçat») i que és un afluent del riu Shannon. El nom de Longford és un anglicisme de l'irlandès Longphort, que significa «moll», Longfort en ortografia moderna.

## Història
La zona va pertànyer fins al segle xiii a Annaly, un feu que estava controlat pel clan O'Farrell, qui malgrat el domini anglès van recuperar el control de la regió cap al segle xv. És per això que la ciutat també és coneguda com a Longphort Uí Fhearghail («port d'O'Farrell»).
En 1400 es va fundar allí un convent dominic.

## Patrimoni cultural
Prop de la vila corre un camí cèltic de l'edat de ferro, el Corlea Trackway, el principal tram del qual es troba a Keenagh. Es creu que va ser construït l'any 148 aC, travessant un pantà en les proximitats del riu Shannon. És el camí de roure més extens que s'han descobert a Europa i va ser excavat pel professor Barry Raftery de l'University College Dublin. A l'interior del Corlea Trackway Visitor Centre es troba conservat un tram de 18 metres en exhibició permanent, en un saló especialment dissenyat amb humidificadors per a evitar que la fusta s'esquerdi per la calor. El Bord na Móna i el Servei de Patrimoni han realitzat treballs de conservació del pantà que ho envolta per assegurar que es manté humit i que el camí enterrat no perilla. En el centre s'exhibeixen, a més, altres artefactes històrics.
Una de la més importants obres arquitectòniques és la catedral de Saint Mel, la qual posseeix vitralls fets per Harry Clarke. Entre ells es troba una de les seves primeres obres, La consagració de Saint Mel com a bisbe de Longford, que es va exhibir en l'Exposició anual d'art industrial en 1910, on va obtenir el segon premi. Aquest any es va exhibir també en la Societat d'art i artesanies d'Irlanda, aconseguint el quart lloc. La catedral va sofrir danys considerables en un incendi el 25 de desembre de 2009. Els dos vitralls principals (que representen a Santa Anna i la Resurrecció de Jesús), situats al transsepte, es troben en condicions de ser restaurats.

## Demografia
| 1813 | 1821 | 1831 | 1841 | 1851 | 1861 | 1871 | 1881 | 1891 | 1901 | 1911 | 1921 | 1931 | 1941 | 1951 | 1961 | 1971 | 1981 | 1991 | 2001 | 2011 |
| ---- | ---- | ---- | ---- | ---- | ---- | ---- | ---- | ---- | ---- | ---- | ---- | ---- | ---- | ---- | ---- | ---- | ---- | ---- | ---- | ---- |
| 3062 | 3783 | 4516 | 4966 | 4467 | 4819 | 4375 | 4380 | 3827 | 3747 | 3760 | 3685 | 3807 | 4020 | 4167 | 4129 | 4791 | 6835 | 6984 | 8836 | 9601 |

## Economia

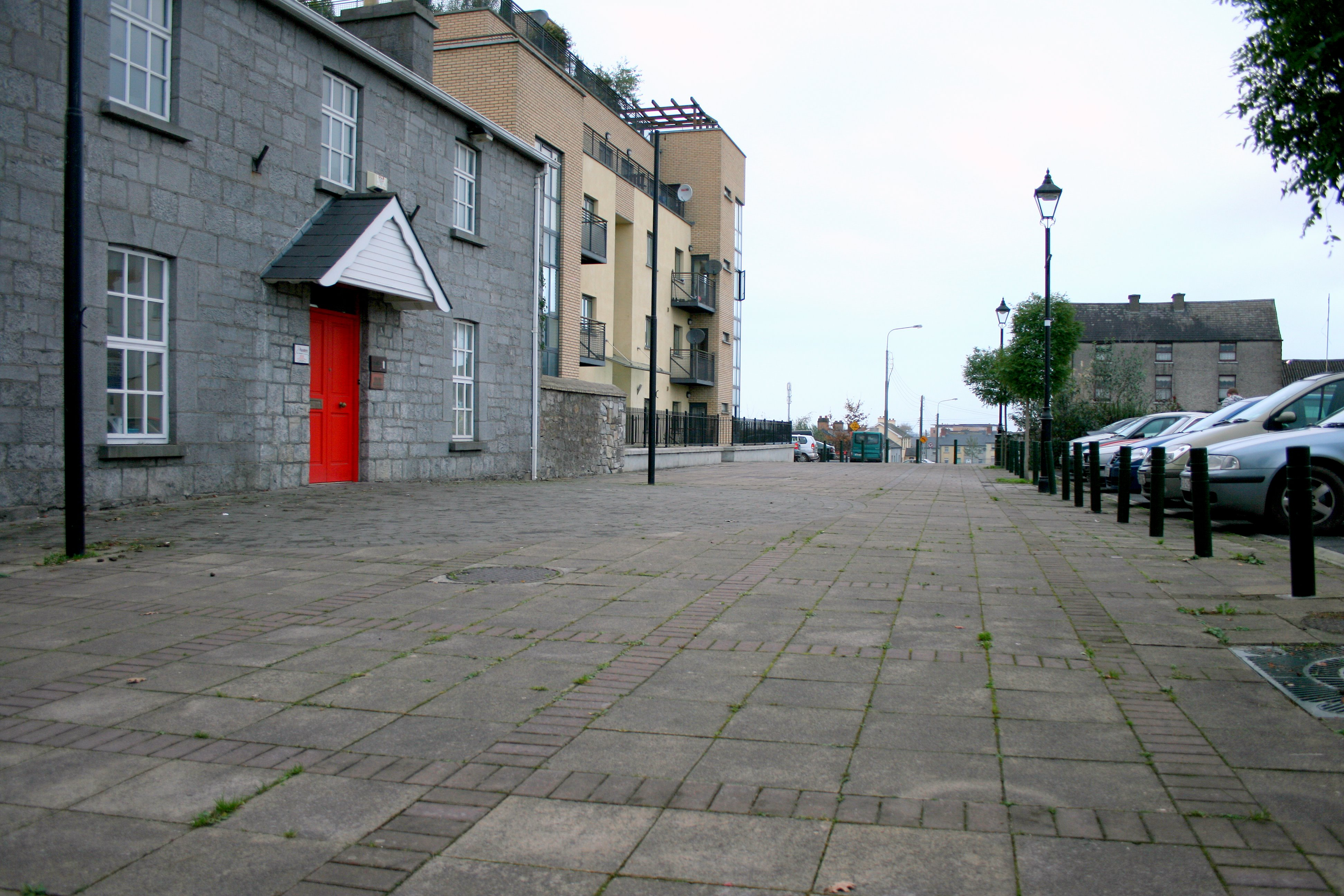
Cambra de comerç de Longford

Les principals indústries de Longford són la producció agropecuària, serradors, manufactura d'acer, comerç al detall, producció de cables i de diagnòstics mèdics. És un proveïdor important de serveis terciaris per al comtat, així com la ubicació de la Conselleria de Benestar Social i el Servei Penitenciari d'Irlanda. La ciutat és també un centre comercial important, amb molts punts de venda incloent grans cadenes de supermercats i locals d'empreses importants a nivell nacional.
Fins a 2007, la construcció va ser una gran font d'ocupació, incentivada principalment per retallades impositives per al desenvolupament de propietats establertes segons el règim de Renovació Rural (Rural Renewal). No obstant això, l'actual desacceleració d'aquesta indústria, el retir de Renovació Rural i l'excés d'oferta de propietats, ha causat grans pèrdues d'ocupacions en el sector i un augment significatiu de la desocupació a la regió.